# Gustaw Gwozdecki

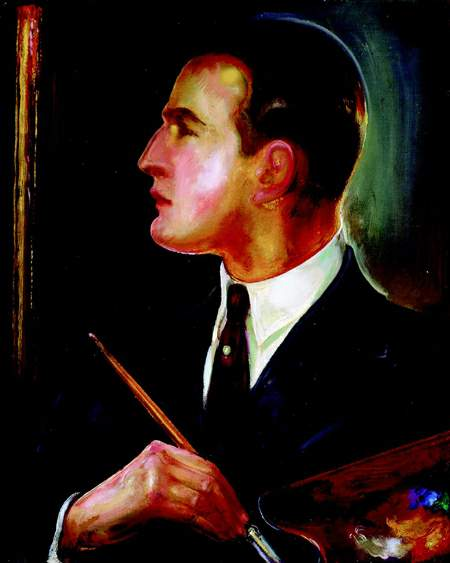
Autorretrato de Gustaw Gwozdecki (1920)

Gustaw Gwozdecki (Varsóvia, 23 de maio de 1880 — Paris, 8 de março de 1935) foi um pintor, escultor e teórico da arte polonesa, adscrito ao expressionismo.
Em 1899 começou a estudar pintura em Munique, depois na Academia de Belas Artes de Cracóvia com Jan Stanisławski, e desde 1901 em Varsóvia, com Konrad Krzyzanowski. Desde 1902 estudou escultura na École des Beaux-Arts de Paris. Membro do grupo vanguardista polaco Formiści, morou em Paris (1903-1916) e Nova Iorque.
Excelente retratista, praticou a pintura a óleo, o desenho, o guache e a gravura. Pintou preferentemente paisagens, retratos e nus, e realizou retratos esculpidos em mármore e gesso.